# Milesia excelda
Milesia excelda är en tvåvingeart som beskrevs av Charles Howard Curran 1928. Milesia excelda ingår i släktet Milesia och familjen blomflugor. Inga underarter finns listade i Catalogue of Life.